# 莫德林副牙脂鯉
莫德林副牙脂鯉（学名：Parodon magdalenensis）為輻鰭魚綱脂鯉目脂鯉亞目下口半脂鯉科的其中一個種，分布於南美洲哥倫比亞La Miel河及Paila河流域，體長可達10.9公分，棲息在河川中底層水域，生活習性不明。